# Skype

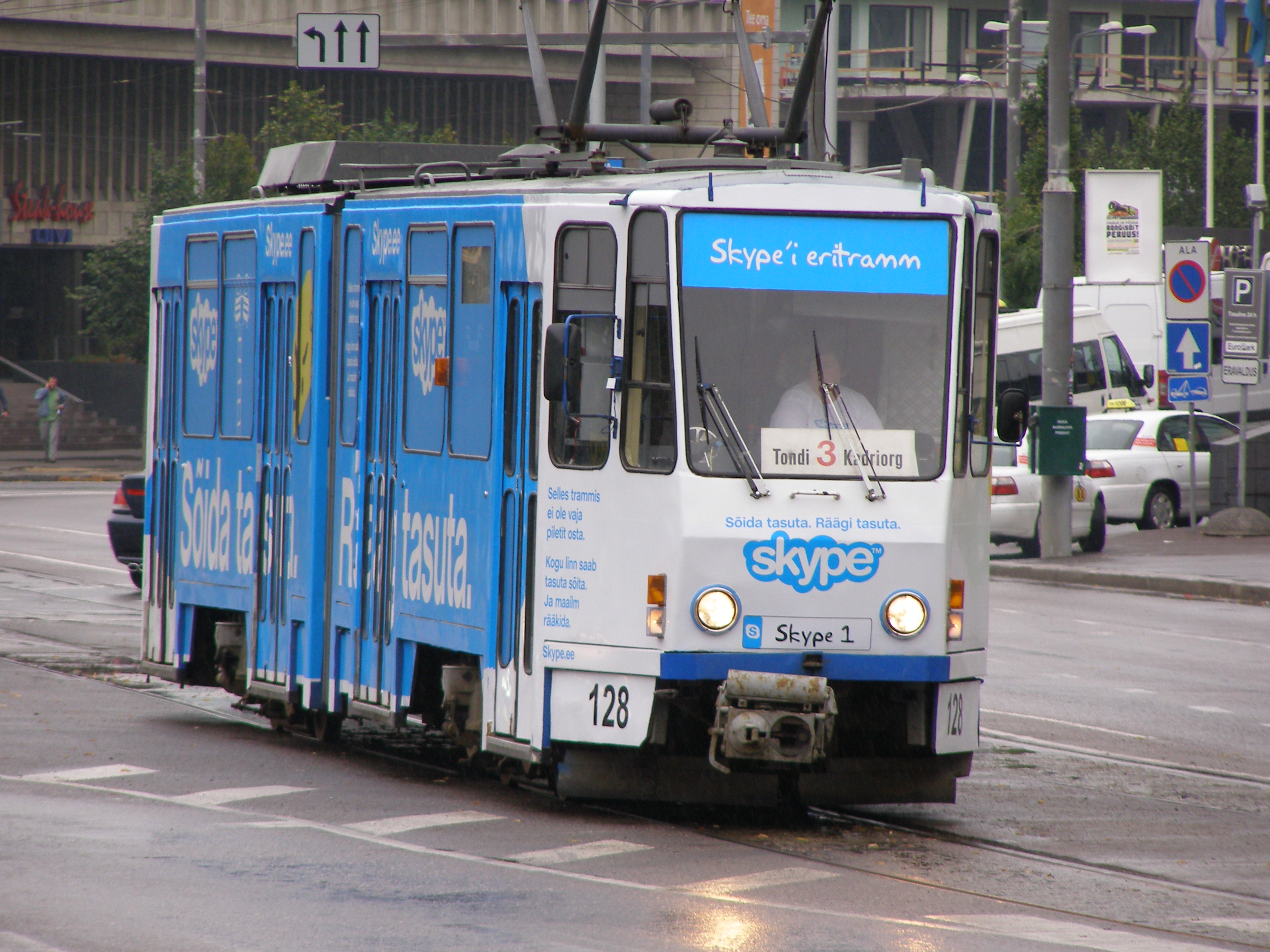
Tramvaj s reklamou SKYPE

Skype (počeštěně skajp, sloveso skypovat) byl peer-to-peer program, který umožňoval uživatelům provozovat internetovou telefonii (VoIP) a videohovory, instant messaging jakož i přenos souborů. Program umožňoval telefonovat mezi jeho uživateli po internetu zdarma, za poplatek bylo možné telefonovat do tradičních telefonních sítí (služba SkypeOut), případně získat telefonní číslo a přijímat hovory z pevných a mobilních sítí se službou SkypeIn. 
Dne 6. května 2025 byl provoz služby pro běžné uživatele ukončen. Běžným uživatelům byla nabídnuta migrace dat a plné nahrazení služby programem Microsoft Teams. Pro zákazníky firem a společností by zatím měl zůstat k dispozici.

## Historie
Program se na trhu objevil v srpnu 2003 v Estonsku; jeho zakladateli byli podnikatelé Niklas Zennström ze Švédska a Janus Friis z Dánska, tvůrci populárního softwaru Kazaa. Jedním z uvažovaných názvů bylo „Sky peer-to-peer“ (sky je anglicky obloha), následně zkráceno na „Skyper“. Jenomže některé domény s tímto nebo podobným názvem byly již registrovány. Takže bylo jednoduše vypuštěno poslední „r“ a vznikl finální název „Skype.“
V roce 2005 program koupil eBay a v roce 2010 společnost přešla do vlastnictví Microsoftu, který pak ukončil vývoj své platformy Windows Live Messenger. V roce 2010 společnost získala v soutěži Křišťálová Lupa 2. místo v kategorii komunikační služby.
2002–2005
- Září 2002: investice od Draper Investment Company.
- Duben 2003: Skype.com a Skype.net doménová jména zaregistrována.
- Srpen 2003: vydána první veřejná verze programu.
- Září 2005: SkypeOut zakázána v jižní Číně.
- Dne 14. října 2005: eBay zakoupil Skype.
- Prosinec 2005: zavedena obrazová telefonie.

2006–2007
- Duben 2006: 100 milionů registrovaných uživatelů.
- Říjen 2006: Skype 2.0 pro Mac byla vydána, první plné vydání Skype s videem pro Macintosh.
- Prosinec 2006: Skype oznámil novou cenovou strukturu od 18. ledna 2007 s poplatky za spojení pro všechna SkypeOut volání. Skype 3.0 pro Windows byl vydán.
- Březen 2007: Skype 3.1 byl vydán, přidávající nové vlastnosti včetně Skype Find a Skype Prime. Skype také vydal 3.2 verzi s novou vlastností nazvanou Send Money, která povolovala uživatelům posílat peníze skrz PayPal od jednoho Skype uživatele k druhému.
- Červenec 2007: Vydána verze Skype 3.5 pro Windows s přídavky jako bylo video in mood, zapojení obsahu videa při chatu, přenos volání jiné osobě nebo skupině, autoredial.
- Dne 15. července 2007: 2.7.0.49 (beta) pro macOS vydán, přidávající použitelnost kontaktů v adresáři Mac do seznamu kontaktů Skype, autoredial, kontaktní skupiny, vytvoření veřejného chatu a ovládání hlasitosti v okně do okna volání.
- Dne 16. a 17. července 2007: Skype uživatelé se nemohou připojit do úplné Skype verze v mnoha zemích. Skype podal zprávu, že rozsáhlá havárie systému byla výsledkem mimořádného počtu přihlášení se do systému po opětovném zavedení Windows.
- Listopad 2007: 10000 Skype uživatelů ztrácí svá telefonní čísla s předvolbou 0207. Zákazníci byli donuceni dát svá telefonní čísla jiným poskytovatelům jako je Vodafone.

2009
- Dne 6. února 2009 byl oficiálně vydán Skype 4.0 se zcela přepracovaným rozhraním.

2010
- Dne 22. prosince 2010 byl zaznamenán celosvětový výpadek služby Skype.[6]

2011
- Březen 2011: sociální síť Facebook vyjednávala se společností Skype o možnosti nabídnout svým uživatelům videohovory.
- Květen 2011: společnost Skype přešla pod křídla softwarového gigantu Microsoft za cenu 8,5 miliard amerických dolarů.

2012
- 6. června 2012: Skype pro Linux po dlouhé době ztratil nálepku Beta a přiblížil se nejnovějším verzím operačních systémů macOS a Windows. Skype na této platformě přešel z verze 2.2 rovnou na verzi 4.0.
- 26. června 2012: Tyto verze Skype jsou již plně integrovány do služeb Microsoft account (dříve Windows Live ID) včetně e-mailu Hotmail.com a Outlook.com, či MS Office, Office.com, MS Web-Office. Budoucí verze Skype integruje technologii WebRTC v rámci HTML5, díky které bylo možné provozovat audio-vizuální volání Skype přímo ve webovém prohlížeči, a to bez potřeby nainstalovaných pluginů (zásuvných modulů).[7][8]

2013
- Za posledního půl roku se počet uživatelů částečně snížil. Důvodem byla již vyšší náročnost systému a hráči počítačových her přecházejí na programy jako například TeamSpeak nebo Mumble.

2018
- 10. ledna 2018: Vypnutí možnosti přihlašování se do Skypu prostřednictvím Facebookového účtu.[9]

2025
- Služba byla dle plánu 5. května 2025 zrušena. Aplikace i web služby je přesměrován na aplikaci Microsoft Teams.[10][11] Pro zákazníky firem a společností by zatím měl zůstat k dispozici.[3]

### Použití a provoz
| Datum   | Celkové uživatelské účty (v milionech) | Minuty hovorů Skype-Skype (v miliardách) | Minuty hovoru mimo Skype (v miliardách) | Čistý výnos USD (v milionech) |
| ------- | -------------------------------------- | ---------------------------------------- | --------------------------------------- | ----------------------------- |
| Q1 2006 | 95.0                                   | 6.9                                      | 0.7                                     | 35                            |
| Q2 2006 | 113.1                                  | 7.1                                      | 0.8                                     | 44                            |
| Q3 2006 | 135.9                                  | 6.6                                      | 1.1                                     | 50                            |
| Q4 2006 | 171.2                                  | 7.6                                      | 1.5                                     | 66                            |
| Q1 2007 | 195.5                                  | 7.7                                      | 1.3                                     | 79                            |
| Q2 2007 | 219.6                                  | 7.1                                      | 1.3                                     | 90                            |
| Q3 2007 | 245.7                                  | 6.1                                      | 1.4                                     | 98                            |
| Q4 2007 | 276.3                                  | 11.9                                     | 1.6                                     | 115                           |
| Q1 2008 | 309.3                                  | 14.2                                     | 1.7                                     | 126                           |
| Q2 2008 | 338.2                                  | 14.8                                     | 1.9                                     | 136                           |
| Q3 2008 | 370.0                                  | 16.0                                     | 2.2                                     | 143                           |
| Q4 2008 | 405.0                                  | 20.5                                     | 2.6                                     | 145                           |
| Q1 2009 | 443.0                                  | 23.6                                     | 2.9                                     | 153                           |

Od 30. září 2007 měl Skype narůstající množství uživatelských účtů o 246 milionů. Uživatelé se mohou zaregistrovat více než jednou, výsledkem čehož je, že mohou mít více než jeden účet. Bylo oznámeno, že 10 140 836 současných uživatelů Skypu bylo online od 30. října 2007.
| Datum      | Uživatelé online | Dny |
| ---------- | ---------------- | --- |
| 2009-03-23 | 17,000,000       | 49  |
| 2009-02-02 | 16,000,000       | 21  |
| 2009-01-12 | 15,000,000       | 84  |
| 2008-10-20 | 14,000,000       | 35  |
| 2008-09-15 | 13,000,000       | 209 |
| 2008-02-18 | 12,000,000       | 42  |
| 2008-01-07 | 11,000,000       | 84  |
| 2007-10-15 | 10,000,000       | 259 |
| 2007-01-29 | 9,000,000        | 82  |
| 2006-11-08 | 8,000,000        | 71  |
| 2006-08-29 | 7,000,000        | 155 |
| 2006-03-27 | 6,000,000        | 66  |
| 2006-01-20 | 5,000,000        | 92  |
| 2005-10-20 | 4,000,000        | 155 |
| 2005-05-18 | 3,000,000        | 93  |
| 2005-02-14 | 2,000,000        | 117 |
| 2004-10-20 | 1,000,000        | 418 |
| 2003-08-29 | 0                | -   |

## Fungování

### Vlastnosti služby
- Telefonování bylo v rámci sítě Skype – zdarma.
- Instant messaging – zdarma. Zasílání zpráv a souborů mezi uživateli sítě.
- SkypeOut – Placená služba pro telefonování do tradičních telefonních sítí.
- SkypeIn – Placená služba, kdy bylo účastníkovi přiděleno telefonní číslo, na které se bylo možné dovolat z tradičních telefonních sítí.
- VoiceMail – Placená služba. Poskytovala funkčnost hlasové schránky.
- Skype Video Calling – Videokonference mezi uživateli sítě Skype, dostupná od verze 2.0; zdarma.
- Skype SMS – Placená služba. Umožňovala posílat SMS na mobilní telefony
- Call forwarding – Umožňovala přesměrovávat hovory, když jste nebyli online. Bylo zpoplatněno pouze pro klasické telefony.
- Skype Extras – Doplňkové programy jako hry, nahrávání hovoru, sdílení pracovní plochy; za některé bylo nutné platit.

Funkce pro firmy
- Skype dial-in – připojení do Skype konference voláním z telefonního čísla
- Skype chat – pro komunikaci ve firmě nebo s externími partnery

Skype ve většině zemí nepodporoval tísňová volání, s výjimkou Austrálie, Velké Británie, Finska a Dánska.

### Bezpečnost
Komunikace probíhala decentralizovaně přes různé počítače zapojené v síti Skype, centrální server pouze ověřoval veřejný klíč uživatele při přihlášení do sítě. Komunikace byla šifrována šifrou AES o délce klíče 256 bitů, provozovatel služby však mohl toto nastavení bez ohlášení, třeba i adresně, změnit.
Komunikační protokol ani zdrojové kódy programu nebyly veřejně dostupné. Povědomí o fungování protokolu bylo díky reverznímu inženýrství. K prolomení došlo v červenci 2006 týmem čínských inženýrů. Vlastní program pracoval jako klient i server. Případná bezpečnostní chyba mohla ohrozit celou síť Skype. Program mohl být také ovládán jinými programy přes zveřejněné API – pokud uživatel výslovně programu Skype povolil, aby byl přes toto API ovládán vnější aplikací, mohlo to otevřít možnosti zneužití různými škodlivými programy (viry, spyware, malware,…)
Používat Skype údajně nebylo bezpečné, protože podle některých zdrojů někam odesílal sériové číslo základní desky.

### Lokalizace
Skype byl distribuován v následujících jazycích: arabština, bulharština, katalánština, čínština (tradiční i zjednodušená), chorvatština, čeština, dánština, nizozemština, estonština, finština, francouzština, němčina, řečtina, hebrejština, maďarština, indonéština, italština, japonština, korejština, lotyština, litevština, norština, polština, portugalština (brazilská a evropská), rumunština, ruština, srbština, slovenština, slovinština, španělština, švédština, thajština, turečtina, ukrajinština a vietnamština.

## Cenzura v Číně
V Číně Skype se prováděla cenzura posílaných textů podle v Číně platných zákonů (mezi zakázaná slova patří např. název zakázaného hnutí Fa-lun-kung nebo slovo dalajláma).